# Carmen Lawrence
Carmen Mary Lawrence, née le 2 mars 1948 à Northam, est une femme politique australienne, qui fut la 25e Premier ministre d'Australie-Occidentale et la première femme à devenir Premier ministre d'un État du Commonwealth d'Australie.

## Biographie
Elle a été député au Parlement d'Australie-Occidentale de 1986 à 1994 et Premier ministre de l'État du 12 février 1990 au 16 février 1993 puis député à la Chambre des représentants au parlement fédéral australien.
Carmen Mary Lawrence est devenue le premier président fédéral du Parti travailliste australien élu directement en 2003.
Elle a démissionné du Parlement en novembre 2007.